# سباستین دلفوس
سباستین دلفوس (انگلیسی: Sébastien Delfosse؛ زادهٔ ۲۹ نوامبر ۱۹۸۲) دوچرخه‌سوار اهل بلژیک است.
از باشگاه‌هایی که در آن بازی کرده‌است می‌توان به دابلیوبی ورانکلاسیک آکوا پروتکت و لاندباوکردیت–کولناخو اشاره کرد.